# Mao Dĩ Thăng
Mao Dĩ Thăng (tiếng Trung: 茅以升, 1896-1989) là một chuyên gia và kỹ sư kết cấu cầu đường nổi tiếng người Trung Quốc. Ông là người tiên phong trong ngành công nghiệp đường sắt, cầu hiện đại và ngành cơ học đất của Trung Quốc, nguyên phó chủ tịch Hội nghị Hiệp thương Chính trị Nhân dân Trung Quốc khóa 1 đến khóa 5, ủy viên Ủy ban Thường vụ Trung Quốc.

## Tiểu sử
Nguyên danh trong tên Mao Dĩ Thăng với chữ Thăng ("昇"), tên tự là Đường Thần, quê ở Trấn Giang, Giang Tô, Chiết Giang.
Năm 1905, ông theo học trường thương nghiệp Giang Nam Nam Kinh.
Năm 1911, ông vào học tại Đại học Kỹ thuật Đường Sơn (nay là Đại học Giao thông Tây Nam). Năm 1914, kết hôn với bà Đới Truyền Huệ (戴传蕙). Năm 1916, ông tốt nghiệp đại học.
Trong cùng năm đó, ông tham dự kỳ thi khoá sau đại học của trường Thanh Hoa (tiền thân của Đại học Thanh Hoa) và đứng hạng nhất để nhận suất du học; tốt nghiệp thạc sĩ tại Đại học Cornell (chuyên ngành cầu đường) vào năm 1917 
Năm 1921, nhận bằng tiến sĩ Viện Công nghệ Carnegie (nay là Đại học Carnegie Mellon),  là tiến sĩ đầu tiên của trường.

## Sự nghiệp
Sau khi trở về Trung Quốc năm 1949, ông là giáo sư và giám đốc kỹ thuật tại Đại học Đông Nam, hiệu trưởng Đại học Công nghệ Hà Hải (河海工科大学), trưởng khoa Học viện Công nghệ Bắc Dương và hiệu trưởng Đại học Bắc Dương (nay là Đại học Thiên Tân), chủ nhiệm khoa Công trình của Đại học Giao thông Đường Sơn.
Từ 1930 đến 1931, ông là giám đốc của Cục Tài nguyên nước tỉnh Giang Tô.
Từ năm 1934 đến 1937, ông là giám đốc của bộ phận kỹ thuật cầu sông Tiền Đường ở tỉnh Chiết Giang (giữ chức vụ này cho đến năm 1949). Trên sông Tiền Đường với điều kiện tự nhiên phức tạp hơn, ông đã chủ trì thiết kế xây dựng một cây cầu hai tầng bắc qua sông Tiền Đường với tổng chiều dài 1453 mét và độ sâu móng 47,8 mét. Cây cầu được hoàn thành và thông xe vào ngày 26 tháng 9 năm 1937. Đây là cây cầu thép hiện đại đầu tiên do người Trung Quốc thiết kế và xây dựng. Đây là một tượng đài bất tử trong lịch sử kỹ thuật cầu của Trung Quốc.
Vào ngày 23 tháng 12 năm 1937, để ngăn chặn phát xít Nhật tấn công Hàng Châu, Mao Dĩ Thăng đã đích thân tham gia ném bom cây cầu. Sau chiến thắng của cuộc kháng chiến chống Nhật, Mao Dĩ Thăng được lệnh sửa chữa lại cây cầu. Vào tháng 3 năm 1948, cây cầu đã được thông xe; từ 1942 đến 1943, ông là giám đốc bộ phận thiết kế và kỹ thuật cầu của Bộ Truyền thông, từ 1943 đến 1949, ông là tổng giám đốc của Công ty Cầu đường Trung Quốc.
Năm 1943, ông được bầu làm giáo sư của Bộ Giáo dục Trung Hoa Dân Quốc, năm 1948, ông được bầu làm học giả đầu tiên của Viện Hàn lâm Khoa học Trung ương; 1949 đến 1952 là Chủ tịch Đại học Giao thông Trung Quốc và Đại học Giao thông Bắc Phương. Từ năm 1951 đến 1981, ông là giám đốc của Viện nghiên cứu công nghệ đường sắt và trưởng khoa của Viện hàn lâm khoa học đường sắt. 

Mao Dĩ Thăng và các học sinh tiểu học năm 1964.

Năm 1959, trong công cuộc xây dựng mười tòa nhà hàng đầu ở Bắc Kinh, ông là trưởng nhóm đánh giá cấu trúc của Đại lễ đường Nhân dân Trung Quốc và bổ nhiệm người đánh giá kế hoạch thiết kế cho Thủ tướng Chu Ân Lai. Từ 1955-1957, ông chủ trì thiết kế cho cầu Vũ Hán sông Dương Tử.
Trong cuộc Cách mạng Văn hóa năm 1966, ông đã nhiều lần bị Hồng vệ binh công kích. Sau này con gái ông nhớ lại mỗi ngày khi ông đi làm bước ra cổng phải đeo trên cổ tấm biển ghi "Uy quyền học thuật phản động" hoặc một số dấu hiệu đen khác, tên bị gạch hai dấu chéo đen lên trên, sau khi đeo bảng hiệu, đi lại trong sân có thể bị bao vây bởi bè lũ tạo phản bất cứ lúc nào.
Năm 1977, ông chủ trì thiết kế cầu Thạch Bản Pha sông Dương Tử (重庆石板坡长江大桥), Trùng Khánh.
Ngày 12 tháng 11 năm 1989, Mao Dĩ Thăng qua đời tại Bắc Kinh, hưởng thọ 93 tuổi.

## Đóng góp
- Việc hoàn thành cây cầu sông Tiền Đường đã phá vỡ sự độc quyền trong thiết kế và xây dựng cầu hiện đại của Trung Quốc bởi người nước ngoài và trở thành một cột mốc quan trọng trong lịch sử các cây cầu Trung Quốc.
- Trong đào tạo ngành kỹ thuật, ông tiên phong trong các phương pháp giáo dục heuristic, cam kết cải cách giáo dục và đào tạo một nhóm các chuyên gia kỹ thuật cầu xuất sắc. Ông lãnh đạo Viện Hàn lâm Khoa học Đường sắt trong hơn 30 năm và có những đóng góp nổi bật cho sự tiến bộ của khoa học và công nghệ đường sắt. Chủ tịch của nhiệm kỳ thứ nhất đến thứ ba của Hiệp hội Xây dựng Dân dụng Trung Quốc.

## Danh hiệu
- Năm 1955: Được bầu làm Viện sĩ của Viện Hàn lâm Khoa học Trung Quốc (Ủy viên của khoa）
- Năm 1982: Giữ chức viện sĩ ngoại quốc tại Viện Kỹ thuật Quốc gia Hoa Kỳ (National Academy of Engineering)